# Lentivirus
Lentivirus (lente-, tiếng Latin nghĩa là "chậm") là một chi của retrovirus gây bệnh mãn tính và nguy hiểm đặc trưng với thời gian ủ bệnh dài, trong con người và các loài động vật có vú khác. Loại lentivirus được biết đến nhiều nhất là virus gây suy giảm miễn dịch ở người (HIV), gây ra bệnh AIDS. Lentivirus cũng có các vật chủ là vượn, bò, dê, ngựa, mèo và cừu. Gần đây, lentivirus đã được tìm thấy ở khỉ, vượn cáo, chồn bay Sunda (không phải là vượn cáo và cũng không phải linh trưởng), thỏ và chồn sương. Lentivirus và các vật chủ của nó sống rải rác trên toàn thế giới. Lentivirus có thể tích hợp một lượng đáng kể cDNA của virus vào DNA của vật chủ và có thể lây nhiễm hiệu quả các tế bào không phân chia, vì vậy chúng là một trong những phương pháp chuyển gen hiệu quả nhất. Lent siêu vi có thể trở thành nội sinh (ERV), tích hợp bộ gen của chúng vào bộ gen mầm của vật chủ, do đó virus này được thừa hưởng bởi con cháu của vật chủ.

## Phân loại
Năm nhóm huyết thanh của lentivirus được công nhận, phản ánh vật chủ của động vật có xương sống mà chúng có liên quan (linh trưởng, cừu và dê, ngựa, mèo nhà và gia súc). Các lentivurus linh trưởng được phân biệt bằng cách sử dụng protein CD4 như một thụ thể và không có dUTPase. Một số nhóm có kháng nguyên gag phản ứng chéo (ví dụ, cừu, caprinae và lentivirus ở mèo). Các kháng thể đối với kháng nguyên gag ở sư tử và những con mèo lớn khác cho thấy sự tồn tại của một loại virus khác chưa được xác định liên quan đến lentivirus của mèo và lentivirus của cừu/caprine.